# Isabela Merced
Isabela Moner, dite Isabela Merced, née le 10 juillet 2001 à Cleveland (Ohio), est une actrice et chanteuse américano-péruvienne. Elle a utilisé son vrai nom au début de sa carrière avant d'opter pour un nom de scène en 2019.

## Biographie

### Enfance et formation
Isabela Yolanda Moner est la fille de Katherine, née à Lima au Pérou, et de Patrick Moner, d'origine sicilienne et allemande né en Louisiane,. Isabela est la deuxième d'une famille de trois enfants, elle a deux frères. Le plus âgé est Jared et le plus jeune est Gyovanni. Isabela s'est toujours considérée plus péruvienne qu'américaine, elle déclare d'ailleurs que l'espagnol était sa langue maternelle et qu'elle a eu des difficultés avec l'anglais lorsqu'elle a commencé l'école primaire. À quinze ans, elle entre à l’université.

### Carrière
À l'âge de dix ans, elle débute à Broadway pour la production d'Evita où elle chante avec Ricky Martin en espagnol dans un héritage latino.
De 2014 jusqu'à 2016, Isabela interprète le rôle principal de CJ Martin dans série télévisée 100 choses à faire avant le lycée,,. Elle interprète la chanson Brand New Day dans la série.
En 2015, elle apparaît dans le téléfilm Adam et ses clones de Nickelodeon.
En 2016, Michael Bay lui offre le rôle féminin secondaire dans son film Transformers: The Last Knight, cinquième film de la série Transformers, dont la sortie est prévue pour le 21 juin 2017 en France et le 23 juin 2017 aux États-Unis.
Après avoir joué sous la direction de Michael Bay, elle obtient un rôle dans un film d'auteur sous la direction de Stefano Sollima : Sicario : La Guerre des cartels (Sicario: Day of the soldado), suite du Sicario réalisé deux ans plus tôt par Denis Villeneuve.
En mai 2018, la production annonce officiellement avoir choisi la jeune actrice pour incarner le personnage de Dora l'exploratrice dans sa version filmée du célèbre dessin animé éponyme. Le film est un succès moyen au box-office mais sa prestation est saluée par la critique.
En 2019, elle annonce sur son compte Instagram et réitère dans une interview avec Refinery29 (en) qu'elle a décidé de changer son nom de scène en Isabela Merced, en justifiant cette modification par le souvenir de sa défunte grand-mère qu'elle n'a jamais rencontrée. Plus tard, elle confirme via un article dans son récit Instagram qu'elle n'a pas légalement changé de nom et déclare qu'il s'agit « d'un nom de scène mais que sa signification est plus profonde ». Son premier single, Papi, sort le 25 octobre 2019, suivi de son premier clip vidéo publié le 6 novembre 2019.

## Filmographie

### Cinéma
- 2013 : The House that Jack Built de Lars von Trier : Nadia jeune
- 2015 : Adam et ses clones (TV) de Scott McAboy : Lori Collins
- 2016 : Legends of the Hidden Temple : Sadie
- 2016 : La 6e, la pire année de ma vie de Steve Carr : Jeanne Galletta
- 2017 : Transformers: The Last Knight de Michael Bay : Izabella
- 2017 : Opération Casse-noisette 2 de Cal Brunker : Heather (voix)
- 2018 : Sicario : La Guerre des cartels (Sicario: Day of the Soldado) de Stefano Sollima : Isabela Reyes
- 2018 : Apprentis Parents (Instant Family) de Sean Anders : Lizzie
- 2019 : Dora et la Cité perdue (Dora and the Lost City of Gold) de James Bobin : Dora
- 2019 : Flocons d'amour (Let It Snow) de Luke Snellin (en) : Julie/ Jubilée
- 2020 : Sweet Girl de Brian Andrew Mendoza : Rachel Cooper
- 2021 : Spirit : L'Indomptable (Spirit Untamed) d'Elaine Bogan : Fortuna « Lucky » Prescott (voix)
- 2022 : Rosaline de Karen Maine : Juliette Capulet
- 2022 : Father of the Bride de Gary Alazraki : Cora
- 2024 : Madame Web de S. J. Clarkson : Anya Corazon / Araña
- 2024 : Turtles All the Way Down de Hannah Marks : Aza Holmes
- 2024 : Alien: Romulus de Fede Álvarez ; Kay Harrison
- 2025 : Superman de James Gunn : Hawkgirl

### Télévision
- 2012 : The Next Big Thing: NY : elle-même
- 2014 : Growing Up Fisher : Jenny (7 épisodes)
- 2014 : Dora and Friends : Au cœur de la ville : Kate
- 2014-2016 : 100 choses à faire avant le lycée : CJ Martin
- 2015 : Piper's Picks TV : elle-même
- 2015 : Nickelodeon Kids' Choice Sports 2015 : elle-même
- 2015 : Nickelodeon's Ho Ho Holiday Special : elle-même
- 2016 : Nickelodeon HALO Awards 2016 : elle-même
- 2017 : Entertainment Tonight : elle-même
- 2025 : The Last of Us : Dina
- 2025 : Peacemaker : Hawkgirl

### Album
- 2015 : Stopping Time

### Jeux vidéo
- 2017 : Kingdom Hearts HD 2.8 Final Chapter Prologue : Ava (voix)

## Discographie
- 2018 : My only one (No hay nadie más), ft. Sebastian Yatra
- 2018 : Lista de Espera, ft. Matt Hunter
- 2018 : I'll stay (Instant Family)
- 2019 : Papi
- 2020 : The Better Half of Me
- 2020 : Don't Go, ft. Danna Paola
- 2020 : Don't Go (version espagnole), ft. Danna Paola
- 2020 : Caliente Navidad

## Voix francophones
En France
- Audrey d'Hulstère dans :
  - 100 choses à faire avant le lycée (série télévisée, 2e voix)
  - Le Grand Noël de Nickelodeon (pt) (téléfilm)

- Orphée Silard dans :
  - Transformers: The Last Knight
  - Apprentis parents

- Adeline Chetail[13] dans :
  - Flocons d'amour
  - Sweet Girl

- Cerise Calixte[13] dans :
  - Dora et la Cité perdue
  - Rosaline

- Valérie Bescht dans :
  - The Last of Us (série télévisée)
  - Superman

Et aussi
- Kelly Marot dans Dora and Friends : Au cœur de la ville (voix)
- Mélanie Dermont dans Adam et ses clones (téléfilm)
- Alayin Dubois dans La 6e, la pire année de ma vie
- Lisa Caruso dans Opération Casse-noisette 2 (voix)
- Daniela Labbé-Cabrera dans Sicario : La Guerre des cartels[13]
- Kaycie Chase dans Spirit : L'Indomptable (voix)
- Manon Grange dans Migration (voix)
- Jaynélia Coadou dans Madame Web
- Claire Baradat dans Alien: Romulus

Au Québec
Note : La liste indique les titres québécois.
- Fanny-Maude Roy dans :
  - Une nouvelle école : la pire épreuve de ma vie
  - Sicario: Le Jour du soldat
  - Une famille immédiate
  - Dora et la Cité d'or perdue
  - Spirit : L'Indomptable

Et aussi
- Célia Gouin-Arsenault dans Transformers : Le Dernier Chevalier
- Catherine Brunet dans Opération Casse-noisette 2 (voix)
- Romane Denis dans Madame Web
- Ludivine Reding dans Alien: Romulus

## Distinctions

### Récompenses
- Imagen Awards 2016 : meilleure jeune actrice en télévision pour 100 choses à faire avant le lycée[15]
- CinemaCon Awards 2017 : étoile montante de l'année
- Young Entertainer Awards 2019 : meilleure jeune actrice dans un long métrage pour Apprentis Parents
- Imagen Awards 2019 : meilleure actrice dans un long métrage pour Apprentis Parents
- Imagen Awards 2020 : meilleure actrice dans un long métrage pour Dora et la Cité d'or perdue

### Nominations
- Imagen Awards 2015 : meilleure jeune actrice en télévision pour 100 choses à faire avant le lycée
- Young Entertainer Awards 2017 : meilleure distribution pour La 6e, la pire année de ma vie
- Teen Choice Award 2017 : actrice de l'été dans un film pour Transformers: The Last Knight